# ناتاشا وزمار
ناتاشا وزمار (Nataša Vezmar؛ متولد ۲۴ اکتبر ۱۹۷۶ در بیلوار) تکواندوکار اهل کرواسی است که در دسته سنگین‌وزن زنان رقابت کرد. وزمار به عنوان یکی از برجسته‌ترین چهره‌های ورزشی کرواسی در دهه خود، سه عنوان قهرمانی اروپا در دسته ۷۲ کیلوگرم و دو مدال (یک نقره و یک برنز) در مسابقات قهرمانی تکواندو جهان (در سالهای ۱۹۹۷ و ۲۰۰۳) را در کارنامه دارد و همچنین نماینده کشور خود، کرواسی در دو دوره از بازی‌های المپیک (۲۰۰۰ و ۲۰۰۴) بود. وزمار همچنین زیر نظر سرمربی و استاد ایویکا کلایچ برای TK Metalac در زاگرب به صورت تمام وقت آموزش دید.